# Плотко Ігор Володимирович
Ігор Володимирович Плотко (* 9 червня 1966, Дніпропетровськ) — радянський та український футболіст. Нападник, виступав, зокрема за «Дніпро» (Дніпропетровськ), «Волинь» (Луцьк), «Карпати» (Львів), «Торпедо» і «Металург» (обидва — Запоріжжя). Автор першого гола «Волині» в чемпіонатах незалежної України.

## Життєпис
Грав у командах: «Дніпро» (Дніпропетровськ), «Колос» (Нікополь), «Волинь» (Луцьк), «Карпати» (Львів), «Торпедо» (Запоріжжя), «Металург» (Запоріжжя), «Металург» (Маріуполь) і «Поліграфтехніка» (Олександрія).

## Статистика виступів в Україні
| Сезон     | Клуб                            | Ліга             | Чемпіонат | Чемпіонат | Кубок | Кубок |
| Сезон     | Клуб                            | Ліга             | Ігри      | Голи      | Ігри  | Голи  |
| --------- | ------------------------------- | ---------------- | --------- | --------- | ----- | ----- |
| 1989      | «Колос» (Нікополь)              | Друга ліга       | 34        | 11        | 0     | 0     |
| 1990      | «Колос» (Нікополь)              | Друга нижча ліга | 36        | 3         | 0     | 0     |
| 1991      | «Колос» (Нікополь)              | Друга нижча ліга | 50        | 28        | 0     | 0     |
| 1992      | «Волинь» (Луцьк)                | Вища ліга        | 18        | 2         | 1     | 1     |
| 1992—1993 | «Карпати» (Львів)               | Вища ліга        | 28        | 7         | 8     | 4     |
| 1993—1994 | «Карпати» (Львів)               | Вища ліга        | 32        | 1         | 5     | 0     |
| 1994—1995 | «Дніпро» (Дніпропетровськ)      | Вища ліга        | 15        | 1         | 2     | 0     |
| 1995—1996 | «Металург» (Нікополь)           | Перша ліга       | 4         | 0         | 0     | 0     |
| 1995—1996 | «Торпедо» (Запоріжжя)           | Вища ліга        | 23        | 1         | 2     | 0     |
| 1996—1997 | «Металург» (Запоріжжя)          | Вища ліга        | 13        | 1         | 2     | 0     |
| 1996—1997 | «Кривбас» (Кривий Ріг)          | Вища ліга        | 13        | 2         | 0     | 0     |
| 1997—1998 | «Карпати» (Львів)               | Вища ліга        | 26        | 3         | 3     | 1     |
| 1998—1999 | «Металург» (Маріуполь)          | Вища ліга        | 30        | 5         | 4     | 1     |
| 1999—2000 | «Металург» (Маріуполь)          | Вища ліга        | 25        | 5         | 0     | 0     |
| 2000—2001 | «Металург» (Маріуполь)          | Вища ліга        | 10        | 0         | 2     | 0     |
| 2000—2001 | «Металург-2» (Маріуполь)        | Друга ліга       | 1         | 0         | 0     | 0     |
| 2000—2001 | «Поліграфтехніка» (Олександрія) | Перша ліга       | 16        | 2         | 0     | 0     |
| 2001—2002 | «Поліграфтехніка» (Олександрія) | Вища ліга        | 23        | 0         | 3     | 0     |
| 2002—2003 | «Поліграфтехніка» (Олександрія) | Вища ліга        | 2         | 0         | 0     | 0     |